# Nowe Włóki
Nowe Włóki (dawniej Wierzkup, niem. Neu Vierzighuben) – wieś w Polsce położona w województwie warmińsko-mazurskim, w powiecie olsztyńskim, w gminie Dywity. W latach 1975–1998 miejscowość administracyjnie należała do województwa olsztyńskiego.
W miejscowości znajduje się neogotycka kaplica pod wezwaniem Matki Boskiej Szkaplerznej i narodzenia NMP, poniemiecki cmentarz z około 40 grobami, a także pomnik z tablicą pamiątkową w języku niemieckim, zawierającą nazwiska żołnierzy, którzy zginęli w walkach w latach 1914–1918 koło Nowych Włók, Gradek i Tuławek.

## Historia
Wieś lokowana w 1344 jako Rosenthal. W 1356 ponowiono lokację (już pod nazwą Neu Virzughuben), gdyż pierwotny dokument zaginął. W tym czasie była to wieś czynszowa, podlegająca kolegiacie w Dobrym Mieście.
Miejscowość nosiła w przeszłości nazwę Wierzkup wymieniana jest w dokumencie z 1574 r., kiedy biskup warmiński Marcin Kromer zdecydował zrealizować myśl biskupa warmińskiego Stanisława Hozjusza i 11 października 1574 roku nadał 4 włóki dla kościoła w Lamkowie, ustanowił proboszcza i przyłączył do parafii prócz Lamkowa wsie zwane Ottendorf, Wierzkup, Derc, Kronowo i Parlese.
W 2014 r. we wsi było 239 mieszkańców.